# Carl August Zeller

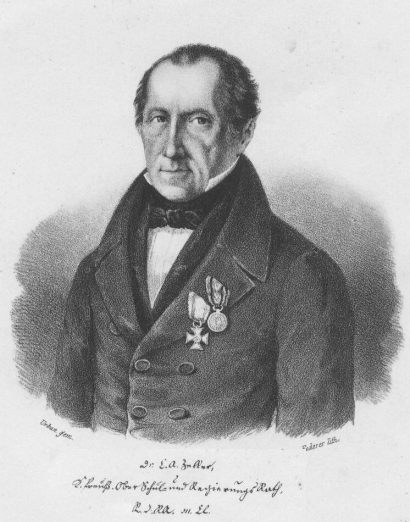
Carl August Zeller

Carl August Zeller (* 15. August 1774 im Schloss Hohenentringen bei Tübingen; † 23. März 1846 in Stuttgart) war ein schwäbischer Pädagoge und Anhänger Johann Heinrich Pestalozzis.

## Leben
Carl August Zeller war der älteste Sohn des Hofrats Christian David Zeller und dessen Gattin Heinrike, geb. Schneck, Tochter des Pfarrers Schneck aus Waldenbuch. Bekannt wurde er durch die Einführung der Pestalozzischen Methode in das Volksschulwesen. Er traf Pestalozzi 1803 erstmals in Burgdorf.
Carl August Zeller gründete 1803 in Tübingen die Handwerkssonntagsschule, die bei den Tübinger Bürgern und Handwerksmeistern generell eine begeisterte Aufnahme fand. Am 13. März 1804 nahmen Johann Immanuel Bossert, Johann Wilhelm Bopp und Johann Jacob Rehfuß an der ersten öffentlichen Prüfung teil.

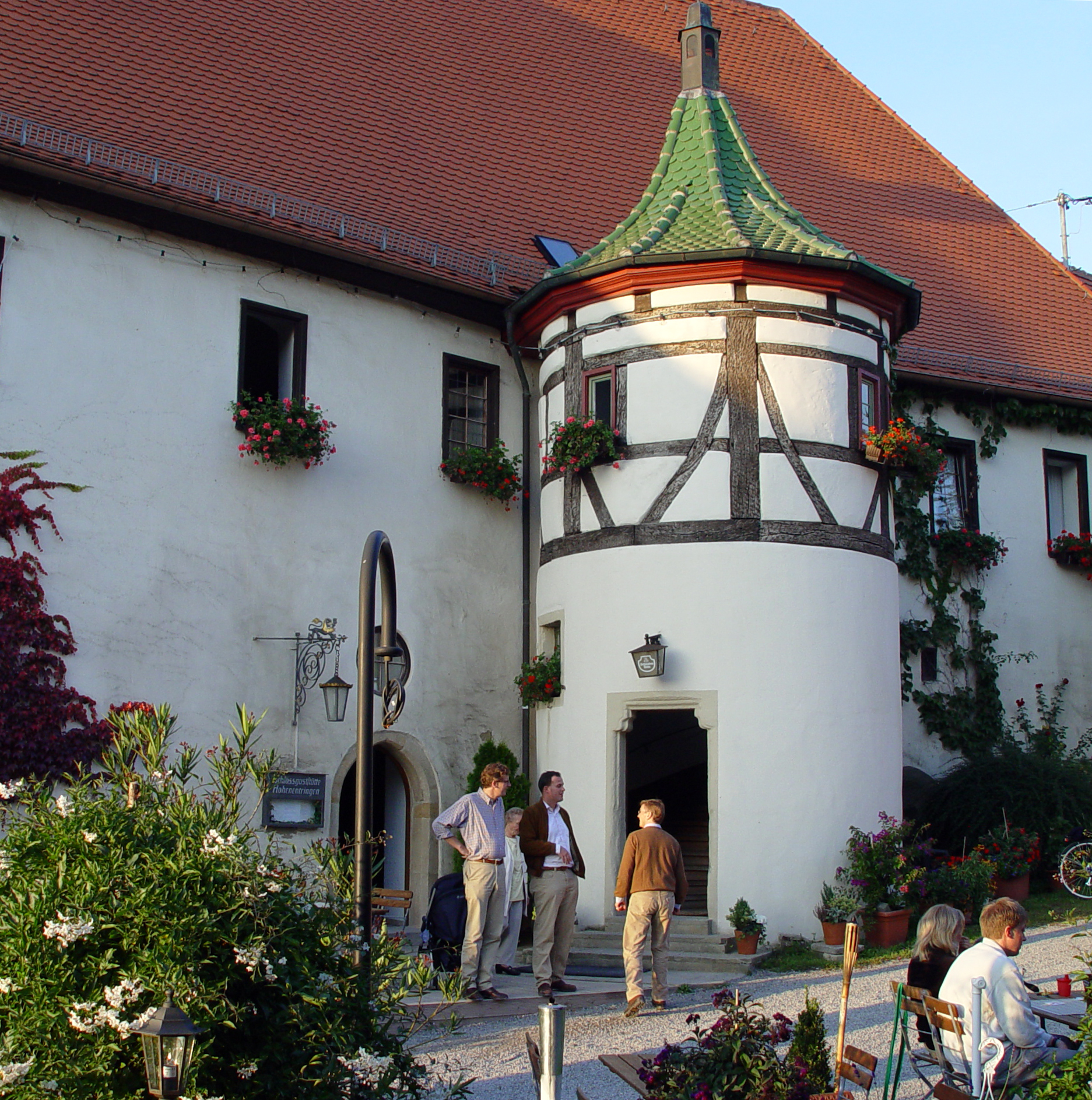
Zellers Geburtshaus im Schloss Hohenentringen

Er gründete 1806 in Zürich, 1808 in Hofwil und 1809 in Heilbronn «Schulmeisterschulen» («Normalschulen») und war als Gymnasiallehrer in St. Gallen, als Lehrerbildner in Zürich und Hofwil und als Schulinspektor in Heilbronn tätig. Am 7. Juli 1808 war der König von Württemberg Friedrich I. in die Schweiz gereist, um das Gut Hofwil und die dort errichtete «Schulmeisterschule» zu besuchen.
Innenminister Graf von Dohna berief Zeller 1809 nach Königsberg (Preußen), als Regierungsrat mit Sitz und Stimme in der Regierung der Provinz Ostpreußen und als Oberschulrat. Doch schon 1811 wurde Zeller wegen seiner großen Eigenwilligkeit nach und nach aus dem praktischen Dienst abgezogen und 1816 auch offiziell ersetzt. Er erhielt jedoch das Staatsgut Münsterwalde bei Marienwerder als Dotation. Dort lebte er bis 1822 mit seiner wachsenden Familie. 1822 siedelte er in die Rheinprovinz um, erst nach Köln, 1824 nach Bad Kreuznach. Seit 1830 lebte er in Wetzlar und Bonn und seit 1834 wieder in seiner schwäbischen Heimat.
1836 eröffnete er im ehemaligen Kloster Lichtenstern bei Löwenstein eine Kindererrettungsanstalt (heute Evangelische Stiftung Lichtenstern) nach dem Vorbild der von seinem Bruder Christian Heinrich Zeller geleiteten Anstalt im Schloss Beuggen.
Carl August Zeller starb 1846 in Stuttgart und wurde auf dem dortigen Fangelsbachfriedhof beigesetzt.

## Familie
1811 verheiratete sich Zeller in Marienburg (Westpreußen) mit Charlotte Friederike Elisabethe, geb. Rottmann (1793–1833), einer Tochter des Königlich Preußischen Steuerinspektors Heinrich Rottmann und seiner Frau Friederike, geb. Galeski. Töchter dieser Ehe waren:
- Irene Luise (1814–1898), verheiratet seit 1847 mit Friedrich Kieser, Mathematiker, Professor und Rektor der Gewerberealschule in Stuttgart
- Elise Rosalie (1815–1882), verheiratet seit 1839 mit Eduard Keller, Dr. phil., Reallehrer in Gaildorf
- Mathilde (1817–1891), verheiratet seit 1846 mit Gustav Hörner, Pfarrer in Obersontheim

## Schriften (Auswahl)
- Historische Nachricht von einem Versuch über die Anwendbarkeit der Pestalozzischen Lehrart in Volksschulen. Heerbrand, Tübingen 1804.
- Die Schulmeisterschule oder Anleitung für Landschullehrer. Zeller, Zürich 1807.
- Die neuesten Briefe aus der Schweiz in das vaterländische Haus nach Ludwigsburg. Zwei Bände. Fleischmann, München 1807.
- Die Schulmeisterschule, oder Anleitung für Schullehrer zur geschickten Verwaltung ihres Amtes, in Frage und Antwort, Gleichnissen, Geschichten und Gesprächen. Königsberg 1807.
- Fundament des deutschen Sprachunterrichts. Heilbronn 1809
- Fundament der Schreibkunst. Für Lehrer. Heilbronn 1809.
- Das Ziel der Elementarschule durch überzeugende und erhebende Thatsachen beleuchtet. Degen, Königsberg 1809.
- Elemente der menschlichen Sprachzeichenlehre. Degen, Königsberg 1810.
- Die Elementarschule, ihr Personal, ihr Local und ihre Verfassung. Berlin 1814.
- Die Kriegsübungen der Elementarschule. Berlin 1814.
- Grundlinien der Turnkunst. Königsberg 1817. (Digitalisat und Volltext im Deutschen Textarchiv)
- Der Gemeindekreditverein als Bürgengesellschaft. Franckh, Stuttgart 1824.
- Grundriß der Strafanstalt, die als Erziehanstalt bessern will. Cotta, Stuttgart/Tübingen 1824.
- Anleitung zur Vorleskunst für künftige Kanzelredner und Liturgen, für Lehrer an Gymnasien, Lehr- und Bürgerschulen, für Volksschulaufseher, für jeden Gebildeten, der sich in dieser Kunst vervollkommnen will. Osiander, Tübingen 1834.